# Catedral de Santa Ana (Caicó)
La Catedral de Santa Ana  (en portugués: Catedral Sant'Ana) situada en la plaza Monseñor Walfredo Gurgel, en el centro de la ciudad de Caicó en el interior del estado de Rio Grande do Norte al sur de Brasil. La catedral es la sede del obispo de la diócesis de Caico y también la sede de la parroquia de Santa Ana.  Su construcción se inició simbólicamente el 16 de julio de 1748, cuando se instaló la Parroquia de Santa Ana. Su benefactor fue Manoel Fernandes Jorge , y su primer vicario P. Francisco Alves Maia.
La catedral de Santa Ana tiene la combinación de estilos romano, gótico y colonial, en armonía. El templo presenta un frontispicio curvilíneo flanqueada por dos torres para las campanas. Cuenta con una puerta central. En el coro hay tres ventanas protegidas por hierro. Su interior consta de un presbiterio, naves, coro y la pila bautismal.
En el año 1785 la iglesia Matriz de Santa Ana ya estaba construida y los fieles podían asistir a sus eventos religiosos. Su conclusión se llevará a cabo durante la administración del párroco Francisco de Brito Guerra (1802-1845).